# Air Tractor
Air Tractor Inc. è un produttore di aeromobili degli Stati Uniti con sede a Olney, in Texas.

## Storia
Leland Snow fondò l'azienda nel 1974 per produrre un nuovo velivolo agricolo derivato dall'aereo S-2B (progettato dalla sua precedente compagnia, Snow Aeronautical). Questo primo modello prodotto viene denominato AT-300, il velivolo effettuerà i primi voli nel 1973. Nel 2004 è stato consegnato il 2000° velivolo Air Tractor.. Nel 2014 l'azienda ha festeggiato i primi 40 anni di attività.

## Prodotti
Air Tractor AT-300(1973) aereo monoplano ad ala bassa monoposto con motore a pistoni radiali
Air Tractor AT-301-300 variante con motore a pistone più grande
Air Tractor AT-302-300 variante con motore turboelica
Air Tractor AT-400(1979) evoluzione del -300, revisionato per l'uso del motore turboelica
Air Tractor AT-401-400 variante con maggiore apertura alare
Air Tractor AT-402-401 variante con motore turboelica diverso
Air Tractor AT-501(1986) evoluzione del -400 con fusoliera e tramoggia più grandi, apertura alare maggiore e sedile per un osservatore. Utilizza il motore a pistoni radiali
Air Tractor AT-502variante monoposto del -501
Air Tractor AT-502B(1987)
Air Tractor AT-503evoluzione del -501 con motore turboelica
Air Tractor AT-503AVersione per istruttori a doppio controllo del AT-503 con le ali del modello AT-401 più corte
Air Tractor AT-503TVariante per istruttori del -503. Utilizza un'apertura alare più piccola
Air Tractor AT-504Variante per istruttori
Air Tractor AT-602(1995) Evoluzione del -503 con tramoggia più grande e apertura alare maggiore
Air Tractor AT-802(1990) Evoluzione del -503 con tramoggia più grande e apertura alare maggiore, adattato per la lotta antincendio aerea.
Air Tractor AT-802UAdattato per sorveglianza e operazioni militari.
Air Tractor AT-802FAdattato per operazioni antincendio.
Air Tractor AT-1002Evoluzione del -802 con serbatoi di carburante più grandi e trasporto liquido ritardante

## Galleria d'immagini

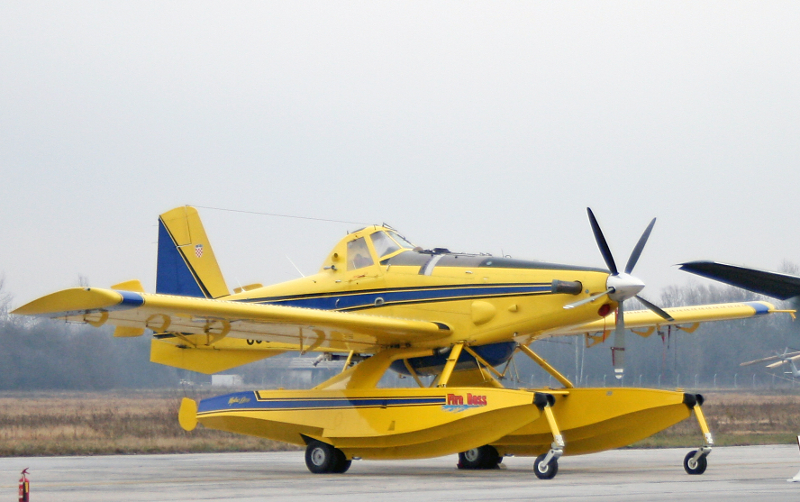
AT-802AF
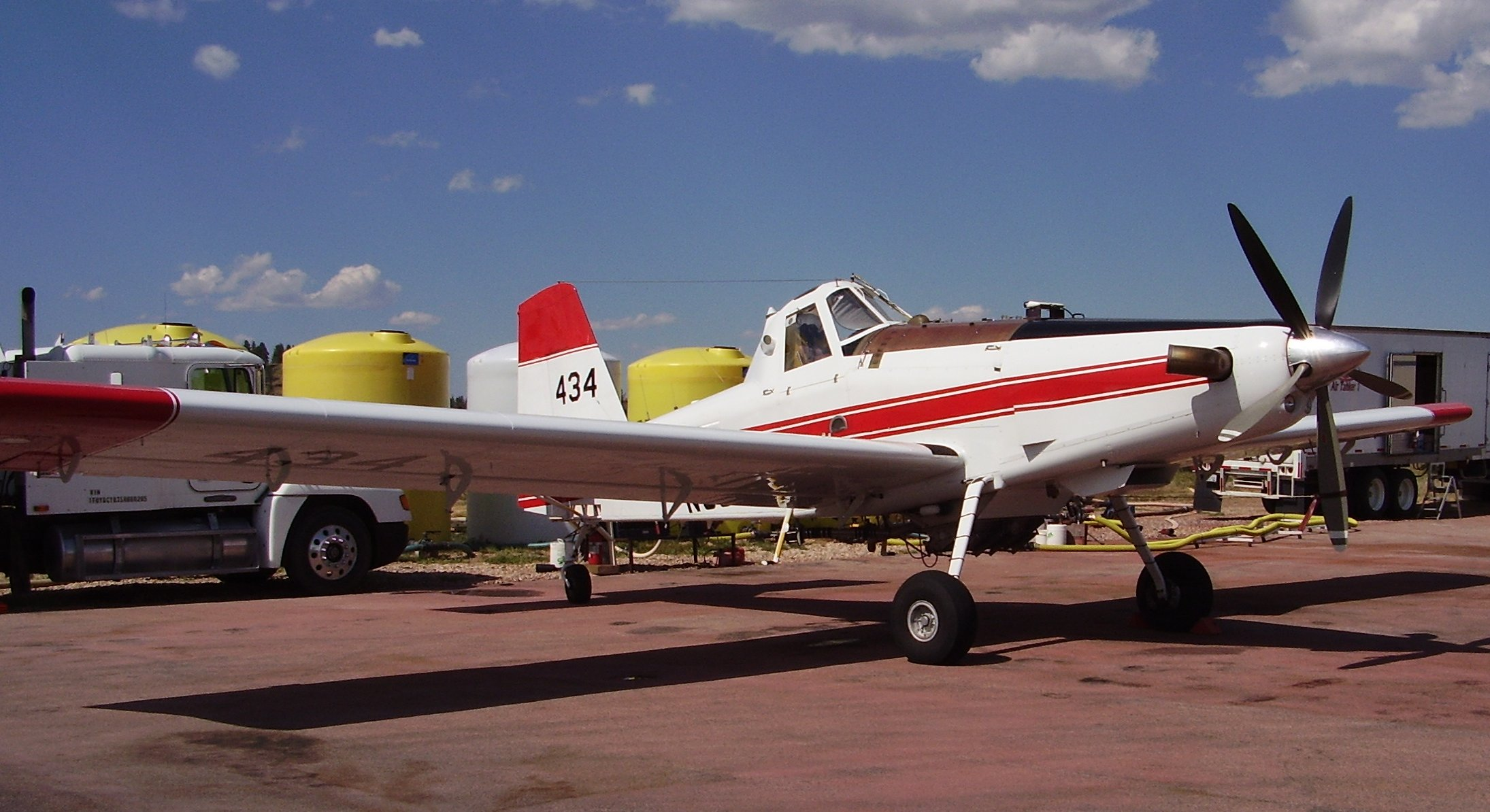
AT-602
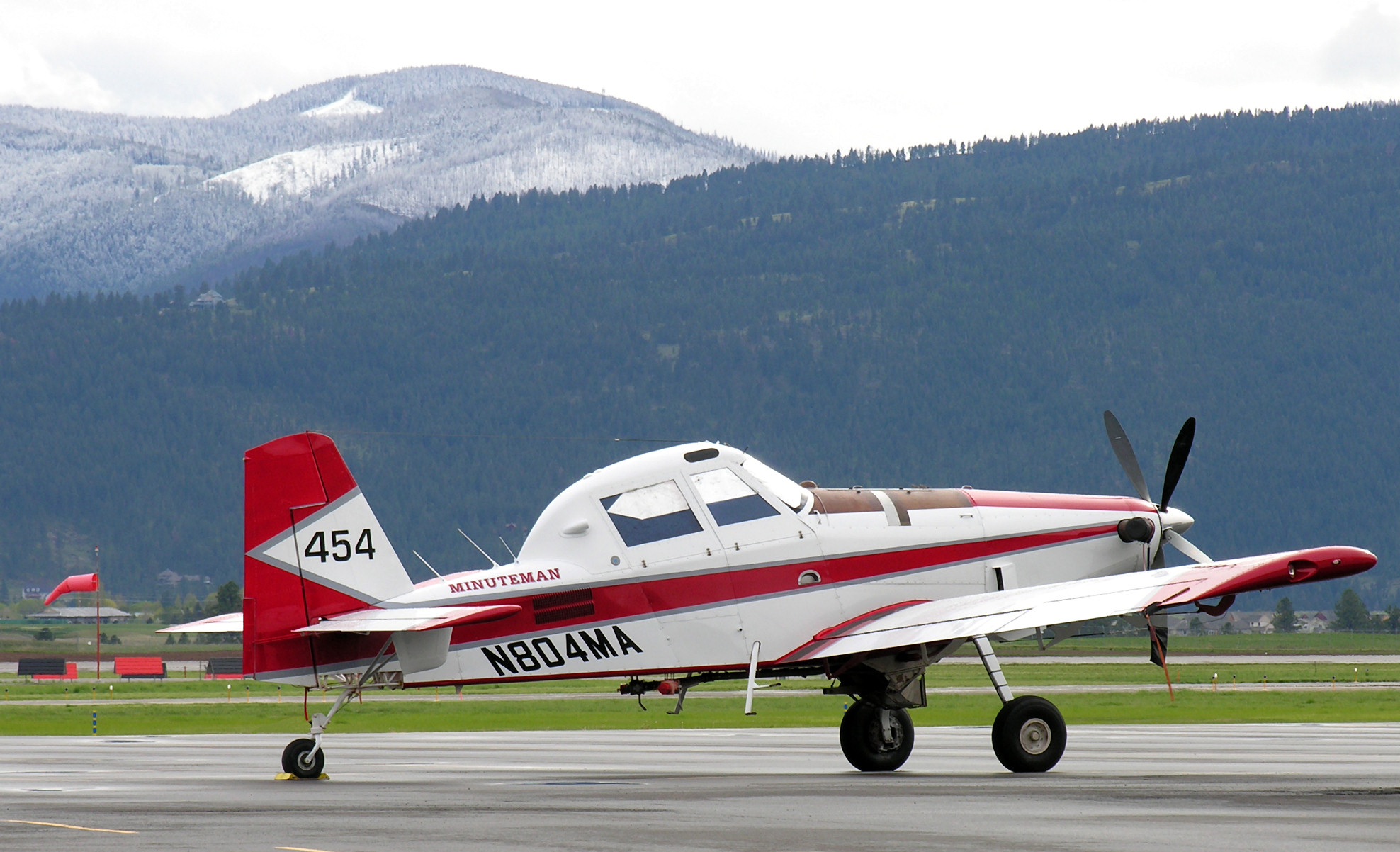
AT-802 biposto
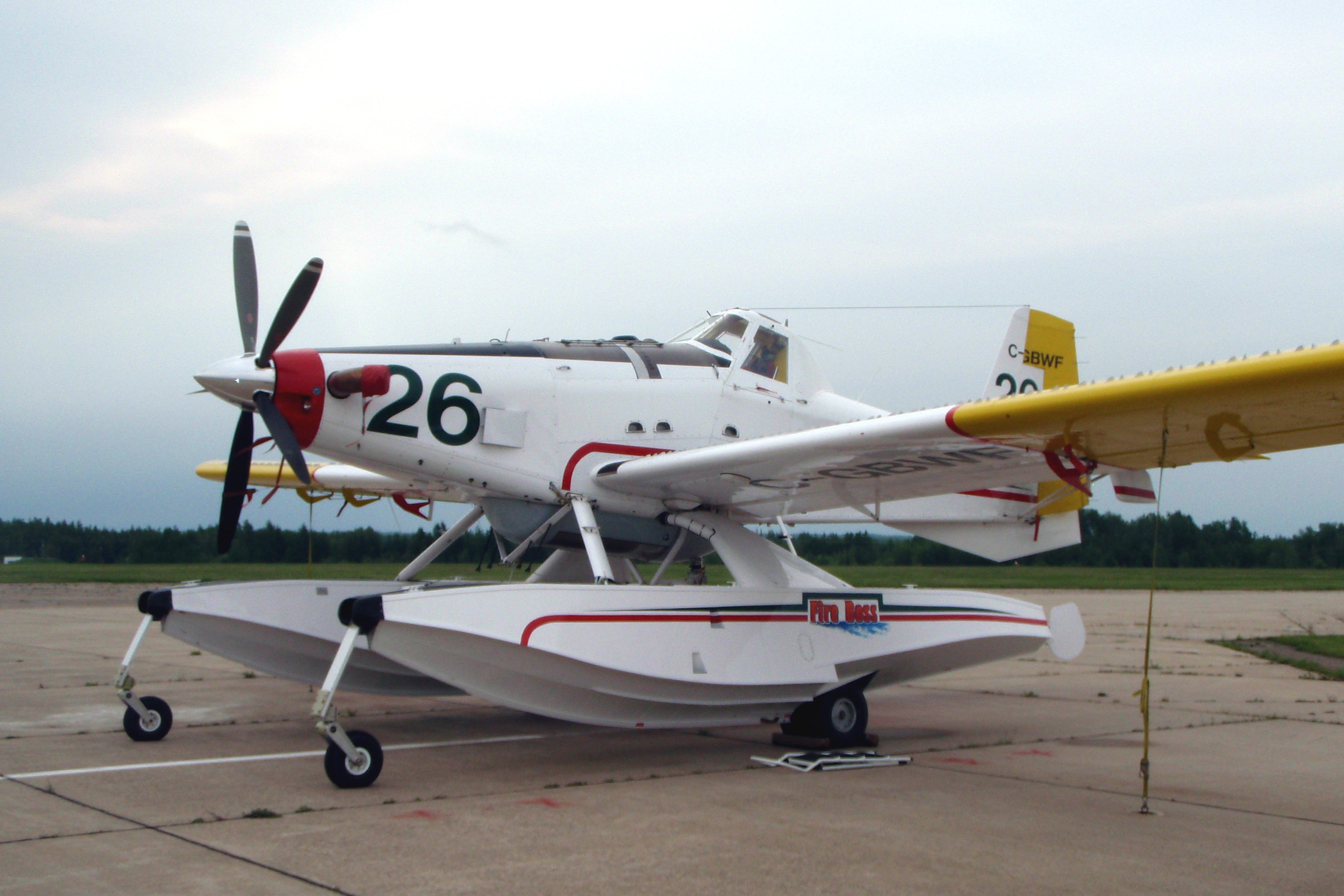
AT-802 Air Boss antincendio
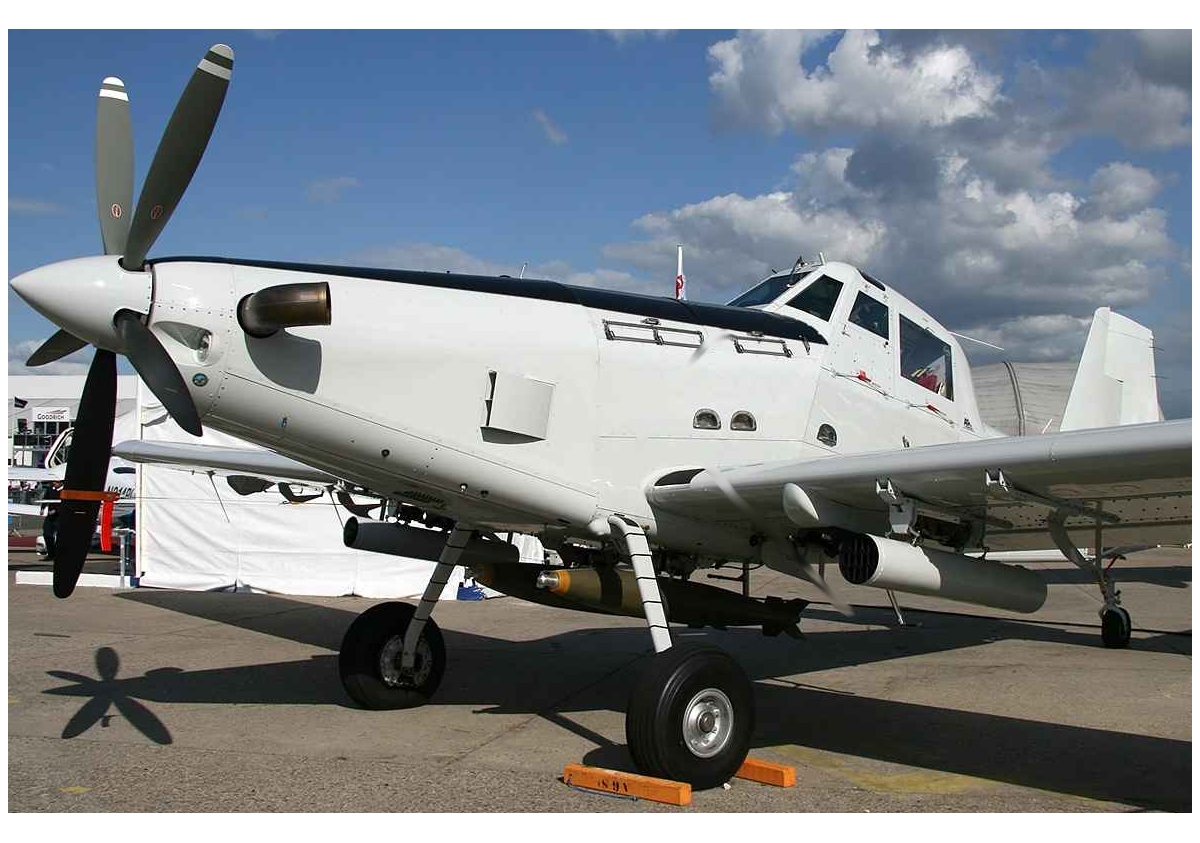
AT-802U al Paris Air Show
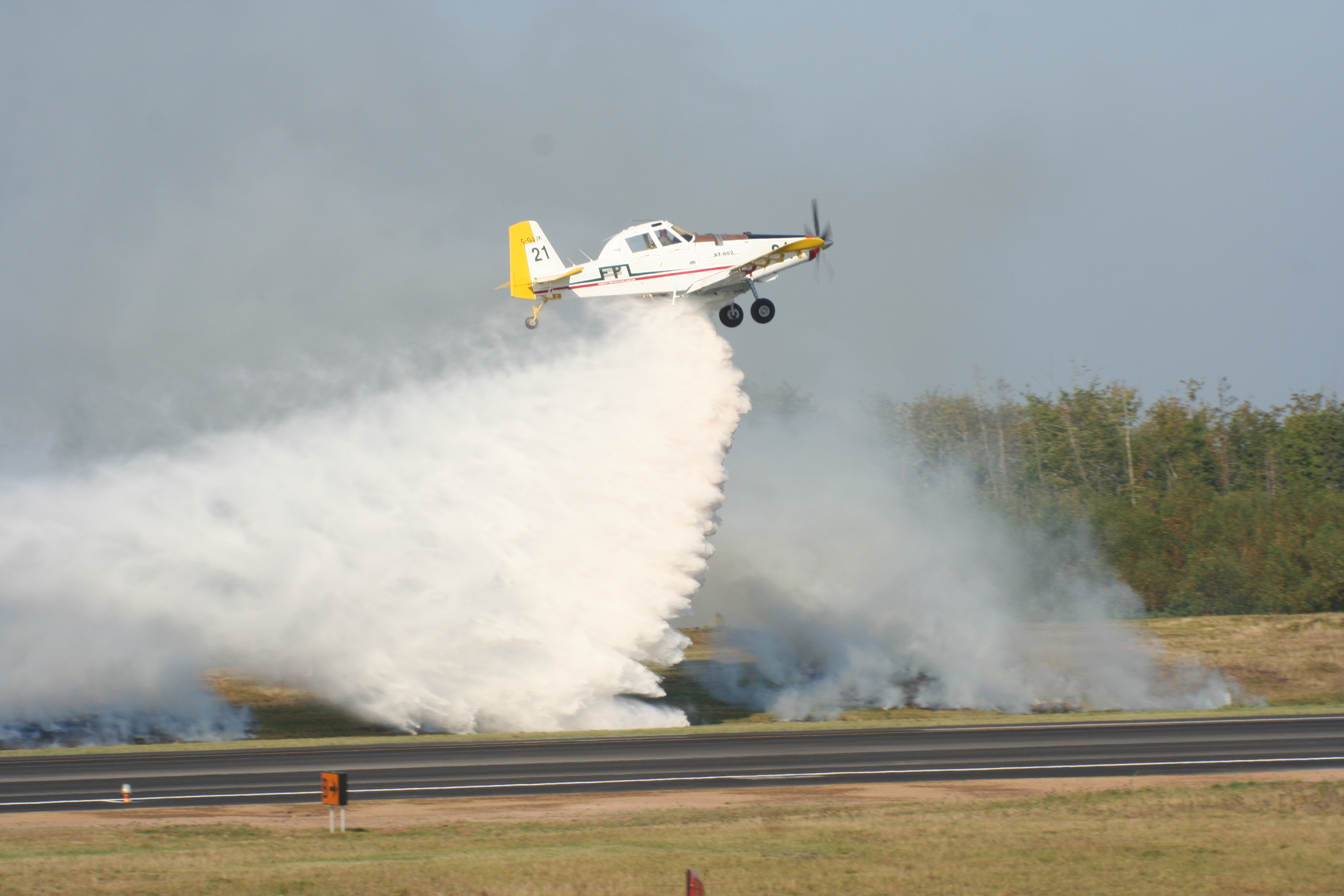
AT-802 in azione antincendio
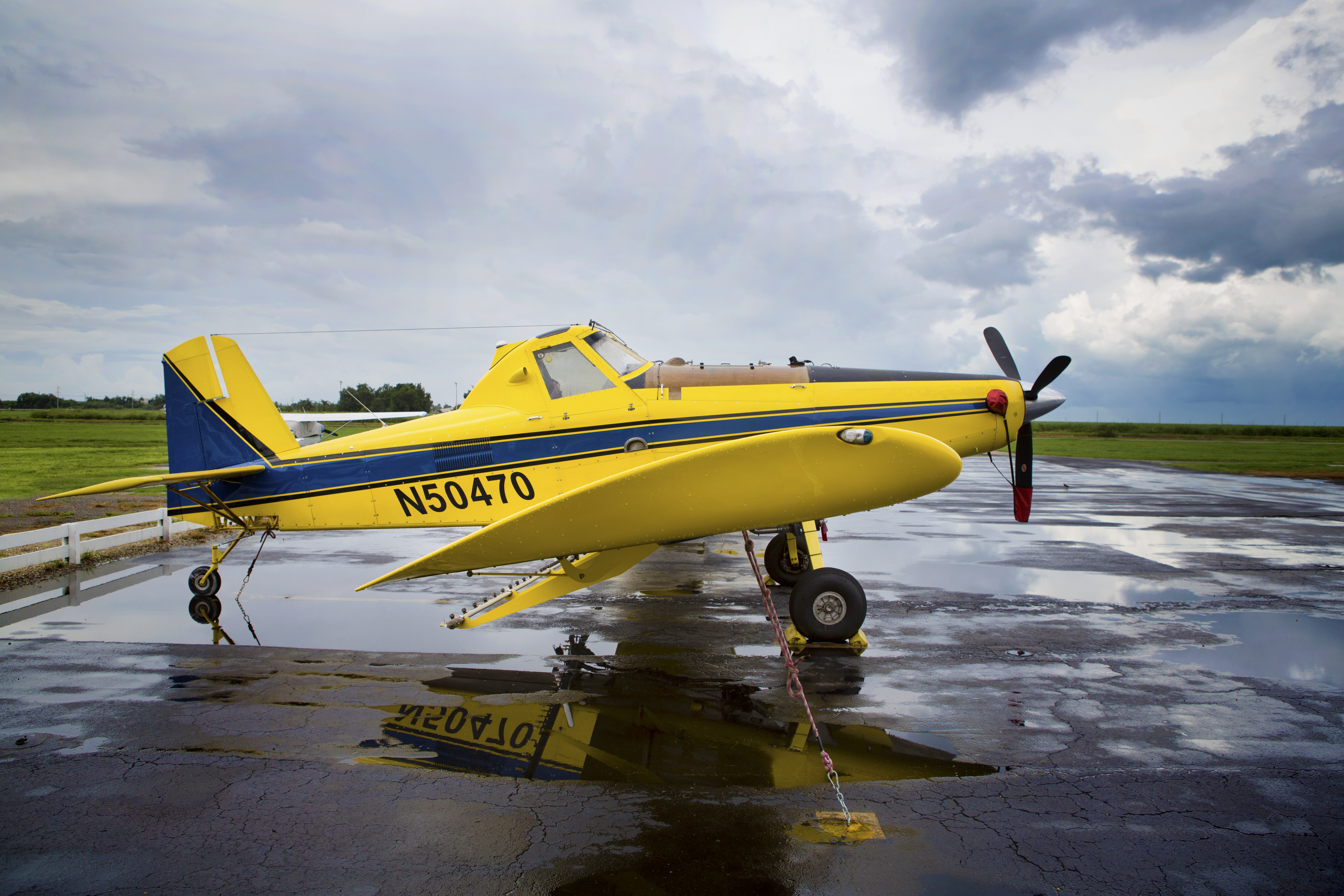
AT-502B al Belle Glade Airport, Florida
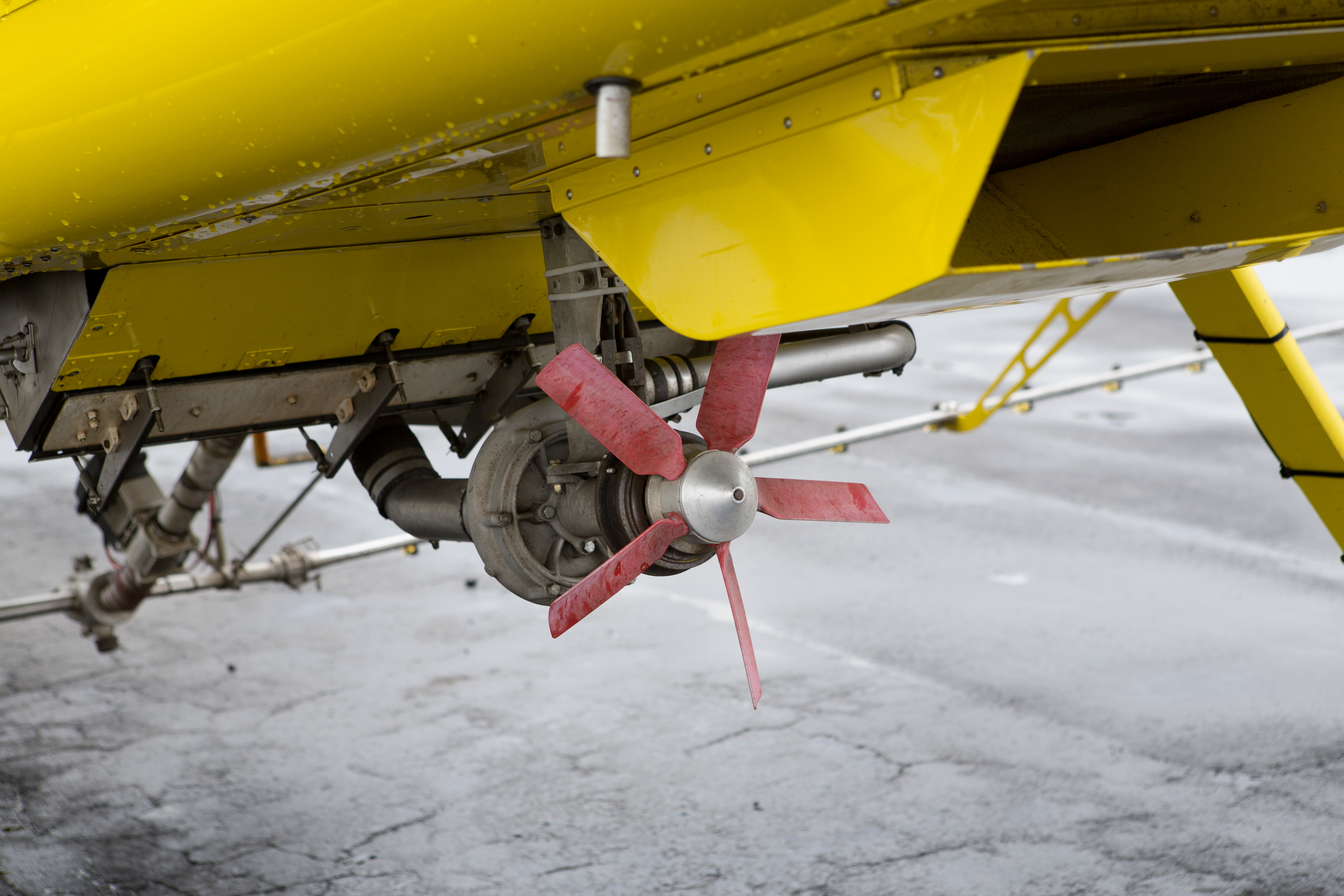
Particolare del sistema di spruzzatori montato su AT-502B. L'immagine mostra la pompa pneumatica del sistema dell'irroratrice.